# Julio Rodríguez
Julio Ariel Rodríguez (Morón, 3 novembre 1966) è un ex cestista argentino.

## Carriera
Con l'Argentina ha disputato i Campionati mondiali del 1990.